# 滇南铁角蕨
滇南铁角蕨（学名：Asplenium microtum）为铁角蕨科铁角蕨属下的一个种。

## 扩展阅读
- 維基物種上的相關：滇南铁角蕨